# HD 10293
HD 10293，又名BD+57 370，SAO 22520、HR 482，是一颗恒星，视星等为6.37，位于銀經129.52，銀緯-3.59，其B1900.0坐标为赤經1h 35m 39.3s，赤緯+58° -3.59′ 20″。